# شوارتسوالد-بار
شوارتسوالد-بار (به آلمانی: Schwarzwald-Baar-Kreis) یک rural district of Baden-Württemberg و منطقهٔ روستایی در آلمان است که در فرایبورگ واقع شده‌است.

## خصوصیات
شوارتسوالد-بار  ۲۰۸٬۶۹۱ نفر جمعیت دارد.